# 포동생활체육공원
포동생할체육공원(浦洞生活體育公園, Podong Sports Park)은 대한민국 경기도 시흥시에 있는 스포츠 시설이다. 인조잔디 필드가 갖춰진 축구장이 설치되어 있으며, 2004년에 준공되었다.

## 참고 문헌
- 〈포동생활체육공원〉. 《한국향토문화전자대전》. 한국학중앙연구원. 2020년 6월 9일에 원본 문서에서 보존된 문서. 2020년 6월 9일에 확인함.
- 《2019년 전국 공공체육시설 현황 (2018년말 기준)》. 대한민국 문화체육관광부. 2020.